# Débâcle (Thomson)
Pour les articles homonymes, voir Débâcle (homonymie).
Débâcle (Spring Ice) est une peinture à l'huile du peintre canadien Tom Thomson datant de 1915-1916. L'œuvre s'inspire d'un croquis réalisé sur le lac Canoe (en), dans le parc Algonquin. La toile mesure 72 × 102,3 cm. Débutée au cours de l'hiver 1915-1916, elle est achevée dans l'atelier de Thomson derrière le Studio Building à Toronto. Le tableau est réalisé alors qu'il est au sommet de sa courte carrière artistique et est considéré comme l'une de ses œuvres les plus marquantes. Exposée par la Société des Artistes de l'Ontario (en), l'œuvre reçoit des critiques mitigées ou positives. En 1916, le tableau est acheté par le Musée des beaux-arts du Canada à Ottawa et fait toujours partie de cette collection.

## Contexte

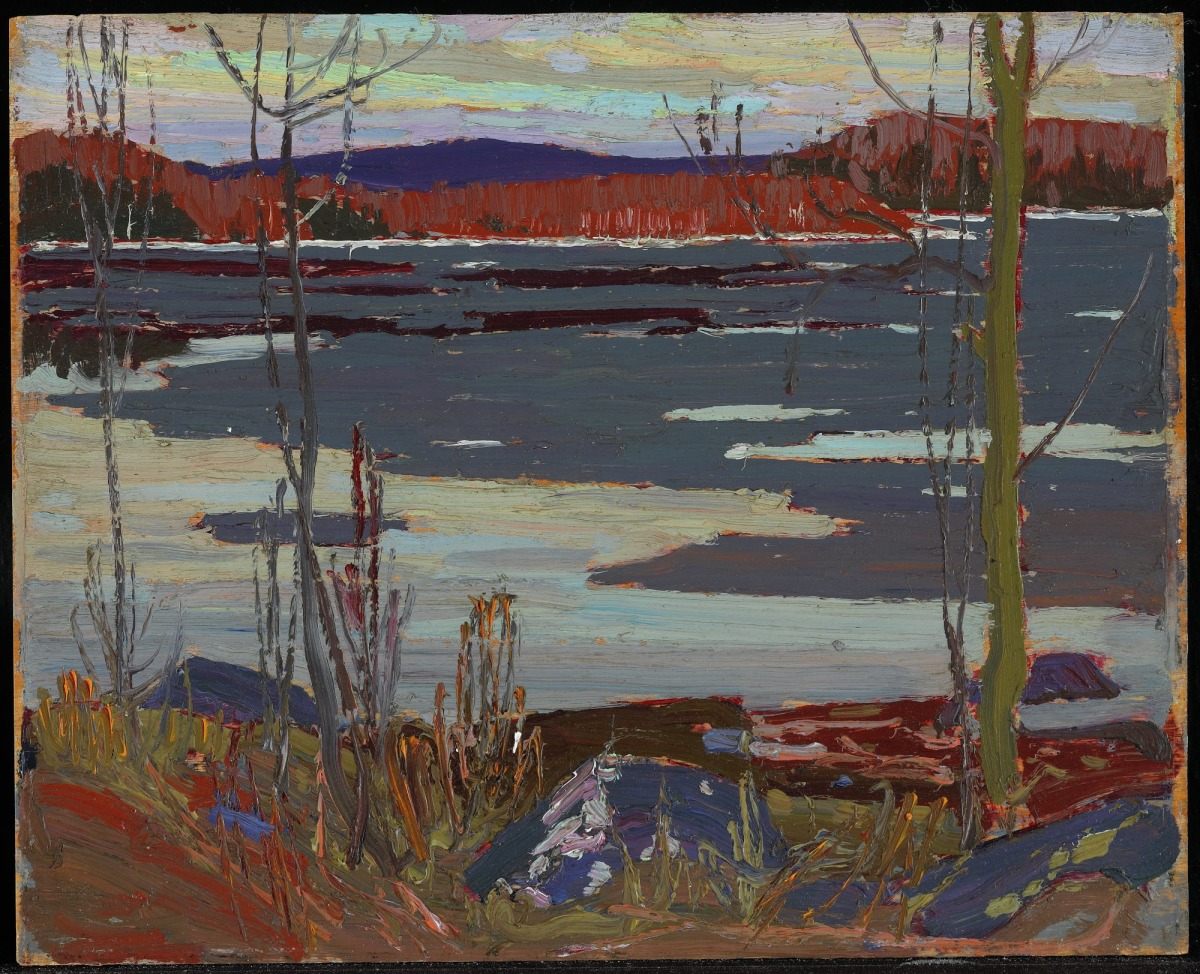
Rivière (River), mars-avril 1915. Musée des beaux-arts du Canada, Ottawa.

Au printemps 1915, Thomson revient au parc Algonquin plus tôt qu'à son habitude. Dans une lettre à son mécène James MacCallum (en), il rapporte qu'il a déjà produit vingt-huit pochades au 22 avril.  Il est fasciné par « l'ouverture des eaux » alors que la glace sur les lacs commence à fondre.  Cette glace est apparente dans le croquis Rivière (River), peint au début de la saison. La fin de la journée est indiquée par le ciel de couleur turquoise, jaune et lavande. 
L'année dans son ensemble est particulièrement fructueuse pour Thomson, qui a dessiné 128 petits formats en septembre. Il commence à utiliser systématiquement des tablettes en bois composite, ce qu'il a appris du peintre J. E. H. MacDonald. D'avril à juillet, il passe une grande partie de son temps à pêcher sur différents lacs. Son été est consacré à voyager à travers la province, à chasser et à dessiner.  De la fin septembre à la mi-octobre, Thomson réside à Mowat,  un village à l'extrémité nord du lac Canoe. En novembre, il est à Round Lake (en). Fin novembre, Thomson est de retour à Toronto et emménage dans un atelier derrière le Studio Building que Harris et MacCallum lui ont aménagé,.

## Description
À partir d'esquisses d'abord réalisées en pochades sur de petits formats en plein air (pour cette œuvre, probablement peints un peu au nord de Hayhurst's Point sur le lac Canoe,) au printemps, en été et en automne, les plus grandes toiles ont été réalisées au cours de l'hiver dans l'atelier de Thomson, une vieille cabane équipée d'un poêle à bois sur le terrain du Studio Building, une enclave d'artistes à Rosedale, un quartier de Toronto,,.   
|  | Comparaison des tailles |
|  | ----------------------- |
|  |                         |

### Ébauche (printemps 1915)

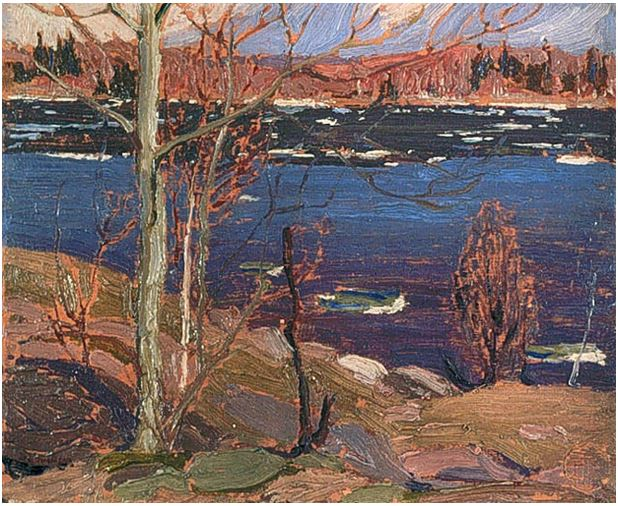
L'Ouverture des rivières : esquisse pour Spring Ice, printemps 1915. Huile sur panneau de pâte de bois composite,. Musée des beaux-arts du Canada, Ottawa.

Le critique d'art Charles Hill écrit que l'esquisse pour Débâcle a presque certainement été inspirée par la peinture de 1914 du peintre canadien A. Y. Jackson, Lac  gelé. Thomson a probablement vu le tableau en novembre 1914 avant que Jackson ne l'emporte en décembre pour l'exposer. La composition rappelle les travaux antérieurs de Thomson datant de sa carrière de designer : le peintre utilise un groupe d'arbres au premier plan pour encadrer un lac et des collines basses à l'arrière-plan. En 1914, Thomson montrait un intérêt croissant pour les motifs de la glace se brisant sur une rivière ainsi que pour les rochers au premier plan inférieur. Dans ses premières réalisations, le premier plan a tendance à couper en diagonale le tableau tandis que les arbres obscurcissent subtilement la rive opposée. A. Y. Jackson a expérimenté cette idée dans son propre tableau de 1914, Lake Shore, Canoe Lake. Dans l'esquisse pour Débâcle, une pente douce montant vers la gauche établit le premier plan, avec un sol marron peint en quelques coups de pinceau. Charles Hill écrit que « la relation entre le premier plan, le milieu et l'arrière-plan est plus fluide que dans Rivière du Nord, ouvrant la vue sur l'eau et la rive lointaine ».

### Toile (hiver 1915-1916)
La toile finale de Débâcle partage des similitudes avec Dans le Nord, une autre œuvre réalisée au cours du même hiver. Contrairement à celle-ci, dans Débâcle, la composition est plus horizontal. À l'arrière-plan, le lac et les collines sont représentés en bandes empilées les unes sur les autres, tandis qu'au premier plan les arbres verticaux sont rejetés sur les côtés de la scène, laissant un espace ouvert. 
Alors que le croquis utilise des « tons boueux et chauds », la toile utilise à la place des couleurs plus vives et plus intenses. Les verts, roses, jaunes, bleus et blancs plus brillants ne sont cependant pas trop éclatants, et un bleu pâle légèrement appliqué sur l'œuvre finale réduit le contraste global. Les différentes zones de couleur sont facilement visibles au premier plan. En arrière-plan, les couleurs saumon et bleu voisinent.

## Provenance et exposition
En mars et avril 1916, Thomson expose Débâcle et trois autres toiles avec la Société des Artistes de l'Ontario. Les autres tableaux sont Dans le Nord (à l'époque intitulé The Birches), Clair de Lune et Octobre (alors intitulé The Hardwoods), tous peints au cours de l'hiver 1915-1916. Sir Edmund Walker et Eric Brown du Musée des beaux-arts du Canada désirent acheter Dans le Nord, mais l'administrateur montréalais, le Dr Francis Shepherd, les convainct d'acheter Débâcle. La toile est vendue pour 300 dollars canadiens.
La réception des peintures de Thomson est à cette époque mitigée. Margaret Fairbairn, du Toronto Daily Star, écrit : « The Birches et The Hardwoods de Mr. Tom Thomson montrent un penchant pour les jaunes et les oranges intenses, les bleus puissants, ainsi qu'une utilisation intrépide de couleurs violentes qui peut difficilement être qualifiée de plaisante, mais cela semble être une exagération d'un sentiment sincère que le temps tempérera ». Un avis plus favorable provient de l'artiste Wyly Grier dans le Christian Science Monitor :

« Tom Thomson révèle une fois de plus sa capacité à être moderne tout en gardant son individualité. Ses premiers tableaux [...] montraient une faculté à la reproduction affectueuse et véridique par un œil réceptif et une main fidèle ; mais son travail d'aujourd'hui a atteint des niveaux plus élevés d'accomplissement technique. Clair de Lune, Débâcle et The Birches comptent parmi ses meilleures œuvres. »

Dans le Canadian Courier, la peintre Estelle Kerr (en) s'exprime favorablement, décrivant Thomson comme « l'un des peintres canadiens les plus prometteurs parmi les suiveurs du mouvement impressionniste et son œuvre le révèle comme étant un excellent coloriste, un technicien intelligent et un interprète fidèle du la terre du Nord sous ses divers aspects ».

## Sources
- (en) Ottelyn Addison et Elizabeth Harwood, Tom Thomson: The Algonquin years, Toronto, Ryerson Press, 1969, 98 p. (ISBN 978-0770003005)
- (en) W. Douglas Brown, « The Arts and Crafts Architecture of Eden Smith », dans David Latham, Scarlet Hunters: Pre-Raphaelitism in Canada, Toronto, Archives of Canadian Art, 1998 (ISBN 978-1-89423-400-9)
- (en) Margaret Fairbairn, « Some Pictures at the Art Gallery », Toronto Daily Star,‎ 11 mars 1916
- (en) Charles Hill, « Tom Thomson, Painter », dans Dennis Reid, Tom Thomson, Toronto/Ottawa, Art Gallery of Ontario/National Gallery of Canada, 2002 (ISBN 978-1-55365-493-3)
- (en) Estelle Kerr, « At the Sign of the Maple », Canadian Courier, vol. 19, no 17,‎ 1916
- (en) R. P. Little, « Some Recollections of Tom Thomson and Canoe Lake », Culture, no 16,‎ 1955, p. 200-208 (lire en ligne )
- (en) William T. Little, The Tom Thomson Mystery, Toronto, McGraw-Hill Ryerson, 1970 (ISBN 0-07-092655-7)
- (en) Joan Murray, « Chronology », dans Dennis Reid, Tom Thomson, Toronto/Ottawa, Art Gallery of Ontario/National Gallery of Canada, 2002 (ISBN 978-1-55365-493-3)
- (en) Joan Murray, « Tom Thomson's Letters », dans Dennis Reid, Tom Thomson, Toronto/Ottawa, Art Gallery of Ontario/National Gallery of Canada, 2002 (ISBN 978-1-55365-493-3)
- (en) Joan Murray, Water: Lawren Harris and the Group of Seven, Toronto, McArthur & Co, 2004 (ISBN 978-1-55278-457-0), p. 108-115
- (en) Audrey Saunders, Algonquin Story, Toronto, Department of Lands and Forest, 1947
- (en) David P. Silcox, The Group of Seven and Tom Thomson, Richmond Hills, Firefly Books, 2006, 441 p. (ISBN 978-1-55407-154-8)
- (en) David P. Silcox, Tom Thomson: Life and Work, Toronto, Art Canada Institute, 2015 (lire en ligne)
- (en) Harold Town et David P. Silcox, Tom Thomson: The Silence and the Storm, Toronto, Collins, 2017, 260 p. (ISBN 9781443442343)
- (en) John Wadland, « Tom Thomson's Places », dans Dennis Reid, Tom Thomson, Toronto/Ottawa, Art Gallery of Ontario/National Gallery of Canada, 2002 (ISBN 978-1-55365-493-3)
- (fr) Catalogue de l'exposition de 2002, Tom Thomson par Charles C. Hill et  Dennis Reid, Musée des beaux-arts du Canada (présentée à Vancouver, Edmonton, Québec et Toronto) 386 pages  (ISBN 2895680280).